# Procleocnemis concolor
Procleocnemis concolor är en spindelart som beskrevs av Cândido Firmino de Mello-Leitão 1929. 
Procleocnemis concolor ingår i släktet Procleocnemis och familjen snabblöparspindlar. Inga underarter finns listade i Catalogue of Life.